# Mister supranational
Mister Supranational je mezinárodní soutěž krásy pro muže, která se každou zimu od roku 2016 pořádá v Polsku. Jedná se o mužskou verzi tradičnější soutěže Miss Supranational.
Licenci v České republice na tuto zahraniční soutěž pro muže vlastní organizace Muž roku.

## Vítězové soutěže
| rok  | Vítěz                 | Země         | Datum konání      | Místo konání  | Český reprezentant | Počet účastníků |
| ---- | --------------------- | ------------ | ----------------- | ------------- | ------------------ | --------------- |
| 2016 | Diego Garcy           | Mexiko       | 3. prosince 2016  | Krynica-Zdrój | Jan Pultar         | 36              |
| 2017 | Gabriel Correa        | Venezuela    | 2. prosince 2017  | Krynica-Zdrój | David Jaček        | 34              |
| 2018 | Prathamesh Maulingkar | Indie        | 8. prosince 2018  | Krynica-Zdrój | Jakub Kochta       | 39              |
| 2019 | Nate Crnkovich        | USA          | 7. prosince 2019  | Katowice      | Jan Solfronk       | 40              |
| 2021 | Varo Vargas           | Peru         | 22. srpna 2021    | Nowy Sącz     | David Kremen       | 34              |
| 2022 | Luis Daniel Gálvez    | Kuba         | 16. července 2022 | Nowy Sącz     | Jiří Perout        | 34              |
| 2023 | Iván Álvarez Guedes   | Španělsko    | 15. července 2023 | Nowy Sącz     | Jakub Vitek        | 34              |
| 2024 | Fezile Mkhize         | Jižní Afrika | 4. července 2024  | Nowy Sącz     | Adam Sedro         | 36              |

### Počet vítězství jednotlivých zemí
| Země         | Počet titulů | Roky vítězství |
| ------------ | ------------ | -------------- |
| Mexiko       | 1            | 2016           |
| Venezuela    | 1            | 2017           |
| Indie        | 1            | 2018           |
| USA          | 1            | 2019           |
| Peru         | 1            | 2021           |
| Kuba         | 1            | 2022           |
| Španělsko    | 1            | 2023           |
| Jižní Afrika | 1            | 2024           |

## Úspěchy českých mužů
Mister Supranational
| Ročník | jméno a příjmení | umístění |
| ------ | ---------------- | -------- |
| 2016   | Jan Pultar       | TOP 20   |
| 2017   | David Jaček      |          |
| 2018   | Jakub Kochta     | TOP 20   |
| 2019   | Jan Solfronk     | TOP 10   |
| 2021   | David Kremeň     | TOP 20   |

Vedlejší tituly
| Ročník | jméno a příjmení | ocenění                  |
| ------ | ---------------- | ------------------------ |
| 2019   | Jan Solfronk     | Mr. Supranational Europe |